# Autoceļš A8
L'autoceļš A8 è una delle più importanti strade statali della Lettonia. Lunga 76 km, unisce la capitale Riga con Jelgava e la frontiera lituana.
Oltre confine continua come A12.